# Gröna barnen från Woolpit

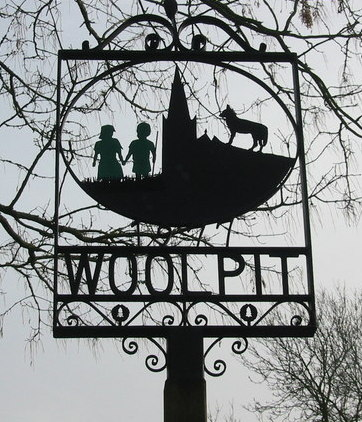
Byskylt som avbildar de två gröna barnen. Upprest 1977.

Legenden om de gröna barnen från Woolpit rör två barn med en ovanlig hudfärg som rapporteras ha setts i byn Woolpit i Suffolk, England, någon gång under 1100-talet, möjligtvis under Stefan av Blois tid. De två barnen, en bror och en syster, verkade helt normala, förutom deras gröna hudfärg. De talade på ett okänt tungomål, och det enda som de åt var gröna bönor. Slutligen lärde de sig att äta annan mat och förlorade därmed sin gröna färg, men pojken var sjuklig och dog kort efter att de hade döpts. Flickan anpassade sig till sitt nya liv, men ansågs vara "ganska glapp och omoralisk i sitt beteende." Efter att hon lärt sig att tala engelska förklarade hon att hon kommit med sin bror från St Martin's Land, en underjordisk värld vars invånare är gröna. 
De enda redogörelserna av nästan samtida sort finns i Ralph of Coggeshalls Chronicum Anglicanum och William of Newburghs Historia rerum Anglicarum som skrevs 1189 och 1220 respektivt. Därifrån och fram tills återupptäckten under mitten av 1800-talet fanns bara barnen omnämnda i biskop Francis Godwins The Man in the Moone, där William of Newburghs redogörelse återberättas.
Två huvudsakliga försök till att förklara legenden om de gröna barnen har gjorts. Den ena är att det är en typisk folksaga som beskriver ett fantasifylld möte med invånare i en annan värld, kanske en under våra fötter eller till och med utomjordisk. Den andra att det är en förvrängd redogörelse för historiska händelser. Den engelska anarkistiska poeten och kritikern Herbert Read prisade berättelsen som en fantastisk fantasi i sin English Prose Style som publicerades 1931. Den gav honom inspiration till sin enda roman, The Green Child, publicerad 1934.